# Lagoa Grande (kommun i Brasilien, Minas Gerais, lat -17,75, long -46,54)
Lagoa Grande är en kommun i Brasilien.   Den ligger i delstaten Minas Gerais, i den sydöstra delen av landet, 260 km sydost om huvudstaden Brasília. Antalet invånare är 8 631.
Omgivningarna runt Lagoa Grande är huvudsakligen savann. Runt Lagoa Grande är det mycket glesbefolkat, med 6 invånare per kvadratkilometer.